# 名古屋市立村雲小学校
名古屋市立村雲小学校（なごやしりつ むらくもしょうがっこう）は、愛知県名古屋市昭和区村雲町にある公立小学校。

## 概要
- 円上町、御器所1・2丁目、御器所3・4丁目の一部、滝子町、滝子通1-3丁目、東郊通、村雲町などが通学区域であり、公立中学校の進学先は名古屋市立円上中学校である[1]。

## 沿革
- 1933年（昭和8年）8月15日 - 御器所尋常小学校、小針尋常小学校[注釈 1]、高辻尋常小学校[注釈 2]から分離し、叢雲尋常小学校として開校。
- 1937年（昭和12年）10月1日　- 中区の一部と南区の一部を併せて、昭和区が新設される。叢雲尋常小学校は中区の学校から昭和区の学校になる。
- 1941年（昭和16年）4月1日 - 叢雲国民学校に改称する。
- 1945年（昭和20年） - 空襲により校舎を焼失する。
- 1946年（昭和21年）4月 - 高辻国民学校を統合する。同時に村雲国民学校に改称する。
- 1947年（昭和22年）4月1日 - 名古屋市立村雲小学校に改称する。
- 1952年（昭和27年）12月1日 - 名古屋市立白金小学校を分離する。

## 交通アクセス
- 名古屋市営地下鉄鶴舞線荒畑駅下車、徒歩約10分。

## 周辺施設
- 名古屋市立向陽高等学校
- 名古屋工業高等学校
- 名古屋市立円上中学校
- 名古屋市立御器所小学校
- 名古屋市立白金小学校